# Campeonato Brasileiro de Futebol de 2017 - Série B
A Série B do Campeonato Brasileiro de Futebol de 2017 foi a 36.ª edição da competição de futebol realizada no Brasil, equivalente à segunda divisão. Foi disputada por 20 clubes, dos quais os quatro primeiros colocados tiveram acesso a Série A de 2018 e os quatro últimos foram rebaixados a Série C de 2018.
Desde a implementação dos pontos corridos, em 2006, esta foi a segunda edição consecutiva com o maior número de equipes do Sul do país. Com os paranaenses Londrina e Paraná, os catarinenses Criciúma e Figueirense, e os gaúchos Brasil de Pelotas, Juventude e Internacional, os sulistas tiveram sete representantes na disputa, um a mais do que no ano anterior. O Nordeste contou com cinco representantes, seguido pela região Sudeste, com quatro times, e Centro-Oeste, com três. A região Norte teve apenas um participante. A edição de 2017 também marcou a primeira vez, desde o início dos pontos corridos, em que o estado do Rio Grande do Sul teve o maior número de equipes participantes.
O acesso começou a ser definido na 35ª rodada. Um ano após o rebaixamento, o América Mineiro foi o primeiro time a garantir matematicamente o retorno à elite ao vencer o Figueirense por 2–1, fora de casa. Na última rodada, o clube mineiro faturou seu segundo título na competição após vencer o CRB por 1–0, no Estádio Independência, em Belo Horizonte. Na 36ª rodada, o Internacional também foi promovido, após o empate sem gols contra o Oeste, em Barueri. Ceará e Paraná garantiram a promoção à Série A na penúltima rodada: o clube cearense subiu antes mesmo de entrar em campo contra o Criciúma, beneficiado por resultados paralelos, e o clube de Curitiba obteve o acesso após vencer o CRB, por 1–0, no Estádio Rei Pelé, encerrando dez anos de ausência da elite do futebol brasileiro.
Na parte inferior da tabela, os três primeiros rebaixados foram confirmados no dia 11 de novembro, ao término da 35ª rodada. O ABC teve a queda decretada à Série C mesmo após vencer o Criciúma um dia antes por 3–1, em Natal, pois dependia de outros resultados para a permanência. Do mesmo modo, os arquirrivais pernambucanos Náutico e Santa Cruz foram rebaixados após perderem, respectivamente, para o Londrina (2–1) na Arena Pernambuco e para o Boa Esporte (4–2) em Varginha. Na penúltima rodada, o Luverdense fechou a relação dos descendidos: o clube mato-grossense empatou sem gols contra o Guarani, em Campinas, num duelo direto contra a degola.

## Regulamento
A Série B foi disputada por 20 clubes no sistema de ida e volta por pontos corridos. Em cada turno, os times jogam entre si uma única vez. Os jogos do primeiro turno foram realizados na mesma ordem no segundo turno, apenas com o mando de campo invertido. Não há campeões por turnos, sendo declarado campeão o time que obtiver o maior número de pontos após as 38 rodadas. Ao final, os quatro primeiros times ascendem para a Série A de 2018, da mesma forma que os quatro últimos serão rebaixados para a Série C do ano seguinte. O campeão ingressa diretamente nas oitavas de final da Copa do Brasil de 2018.

### Critérios de desempate
Em caso de empate por pontos entre dois clubes, os critérios de desempate foram aplicados na seguinte ordem:
1. Número de vitórias
2. Saldo de gols
3. Gols marcados
4. Confronto direto
5. Número de cartões vermelhos
6. Número de cartões amarelos
7. Sorteio

## Participantes
| Equipe            | Cidade             | Estado | Em 2016       | Estádio (mando)   | Capacidade | Títulos        |
| ----------------- | ------------------ | ------ | ------------- | ----------------- | ---------- | -------------- |
| ABC               | Natal              | RN     | 3º (Série C)  | Frasqueirão       | 15 082     | 0 (não possui) |
| América Mineiro   | Belo Horizonte     | MG     | 20º (Série A) | Independência     | 23 018     | 1 (1997)       |
| Boa Esporte       | Varginha           | MG     | 1º (Série C)  | Melão             | 15 471     | 0 (não possui) |
| Brasil de Pelotas | Pelotas            | RS     | 11º           | Bento Freitas     | 12 314     | 0 (não possui) |
| Ceará             | Fortaleza          | CE     | 10º           | Arena Castelão    | 63 903     | 0 (não possui) |
| CRB               | Maceió             | AL     | 7º            | Rei Pelé          | 17 126     | 0 (não possui) |
| Criciúma          | Criciúma           | SC     | 8º            | Heriberto Hülse   | 19 900     | 1 (2002)       |
| Figueirense       | Florianópolis      | SC     | 18º (Série A) | Orlando Scarpelli | 19 584     | 0 (não possui) |
| Goiás             | Goiânia            | GO     | 13º           | Serra Dourada     | 42 000     | 2 (1999, 2012) |
| Guarani           | Campinas           | SP     | 2º (Série C)  | Brinco de Ouro    | 29 130     | 1 (1981)       |
| Internacional     | Porto Alegre       | RS     | 17º (Série A) | Beira-Rio         | 50 128     | 0 (não possui) |
| Juventude         | Caxias do Sul      | RS     | 4º (Série C)  | Alfredo Jaconi    | 19 924     | 1 (1994)       |
| Londrina          | Londrina           | PR     | 6º            | Estádio do Café   | 31 000     | 1 (1980)       |
| Luverdense        | Lucas do Rio Verde | MT     | 9º            | Passo das Emas    | 10 000     | 0 (não possui) |
| Náutico           | Recife             | PE     | 5º            | Arena Pernambuco  | 44 300     | 0 (não possui) |
| Oeste             | Barueri            | SP     | 16º           | Arena Barueri     | 31 452     | 0 (não possui) |
| Paraná            | Curitiba           | PR     | 15º           | Vila Capanema     | 20 083     | 1 (1992)       |
| Paysandu          | Belém              | PA     | 14º           | Curuzu            | 16 200     | 2 (1991, 2001) |
| Santa Cruz        | Recife             | PE     | 19º (Série A) | Arruda            | 60 044     | 0 (não possui) |
| Vila Nova         | Goiânia            | GO     | 12º           | Serra Dourada     | 42 000     | 0 (não possui) |

## Estádios
| ABC | América Mineiro | Boa Esporte | Brasil de Pelotas | Ceará | CRB                |
| --- | --- | --- | --- | --- | ------------------ |
| Frasqueirão | Independência | Melão | Bento Freitas | Arena Castelão | Rei Pelé           |
| Capacidade: 15 082 | Capacidade: 23 018 | Capacidade: 15 471 | Capacidade: 10 400 | Capacidade: 63 903 | Capacidade: 17 126 |
| | | | | |                    |
| Criciúma | \| ABC América-MG Boa Esporte Brasil de Pelotas Ceará CRB Criciúma Figueirense Goiás Guarani Internacional Juventude Londrina Luverdense Náutico Oeste Paraná Paysandu Santa Cruz Vila NovaLocalização das equipes participantes da Série B de 2017. \| | \| ABC América-MG Boa Esporte Brasil de Pelotas Ceará CRB Criciúma Figueirense Goiás Guarani Internacional Juventude Londrina Luverdense Náutico Oeste Paraná Paysandu Santa Cruz Vila NovaLocalização das equipes participantes da Série B de 2017. \| | \| ABC América-MG Boa Esporte Brasil de Pelotas Ceará CRB Criciúma Figueirense Goiás Guarani Internacional Juventude Londrina Luverdense Náutico Oeste Paraná Paysandu Santa Cruz Vila NovaLocalização das equipes participantes da Série B de 2017. \| | \| ABC América-MG Boa Esporte Brasil de Pelotas Ceará CRB Criciúma Figueirense Goiás Guarani Internacional Juventude Londrina Luverdense Náutico Oeste Paraná Paysandu Santa Cruz Vila NovaLocalização das equipes participantes da Série B de 2017. \| | Figueirense        |
| Heriberto Hülse | \| ABC América-MG Boa Esporte Brasil de Pelotas Ceará CRB Criciúma Figueirense Goiás Guarani Internacional Juventude Londrina Luverdense Náutico Oeste Paraná Paysandu Santa Cruz Vila NovaLocalização das equipes participantes da Série B de 2017. \| | \| ABC América-MG Boa Esporte Brasil de Pelotas Ceará CRB Criciúma Figueirense Goiás Guarani Internacional Juventude Londrina Luverdense Náutico Oeste Paraná Paysandu Santa Cruz Vila NovaLocalização das equipes participantes da Série B de 2017. \| | \| ABC América-MG Boa Esporte Brasil de Pelotas Ceará CRB Criciúma Figueirense Goiás Guarani Internacional Juventude Londrina Luverdense Náutico Oeste Paraná Paysandu Santa Cruz Vila NovaLocalização das equipes participantes da Série B de 2017. \| | \| ABC América-MG Boa Esporte Brasil de Pelotas Ceará CRB Criciúma Figueirense Goiás Guarani Internacional Juventude Londrina Luverdense Náutico Oeste Paraná Paysandu Santa Cruz Vila NovaLocalização das equipes participantes da Série B de 2017. \| | Orlando Scarpelli  |
| Capacidade: 19 900 | \| ABC América-MG Boa Esporte Brasil de Pelotas Ceará CRB Criciúma Figueirense Goiás Guarani Internacional Juventude Londrina Luverdense Náutico Oeste Paraná Paysandu Santa Cruz Vila NovaLocalização das equipes participantes da Série B de 2017. \| | \| ABC América-MG Boa Esporte Brasil de Pelotas Ceará CRB Criciúma Figueirense Goiás Guarani Internacional Juventude Londrina Luverdense Náutico Oeste Paraná Paysandu Santa Cruz Vila NovaLocalização das equipes participantes da Série B de 2017. \| | \| ABC América-MG Boa Esporte Brasil de Pelotas Ceará CRB Criciúma Figueirense Goiás Guarani Internacional Juventude Londrina Luverdense Náutico Oeste Paraná Paysandu Santa Cruz Vila NovaLocalização das equipes participantes da Série B de 2017. \| | \| ABC América-MG Boa Esporte Brasil de Pelotas Ceará CRB Criciúma Figueirense Goiás Guarani Internacional Juventude Londrina Luverdense Náutico Oeste Paraná Paysandu Santa Cruz Vila NovaLocalização das equipes participantes da Série B de 2017. \| | Capacidade: 19 584 |
| | \| ABC América-MG Boa Esporte Brasil de Pelotas Ceará CRB Criciúma Figueirense Goiás Guarani Internacional Juventude Londrina Luverdense Náutico Oeste Paraná Paysandu Santa Cruz Vila NovaLocalização das equipes participantes da Série B de 2017. \| | \| ABC América-MG Boa Esporte Brasil de Pelotas Ceará CRB Criciúma Figueirense Goiás Guarani Internacional Juventude Londrina Luverdense Náutico Oeste Paraná Paysandu Santa Cruz Vila NovaLocalização das equipes participantes da Série B de 2017. \| | \| ABC América-MG Boa Esporte Brasil de Pelotas Ceará CRB Criciúma Figueirense Goiás Guarani Internacional Juventude Londrina Luverdense Náutico Oeste Paraná Paysandu Santa Cruz Vila NovaLocalização das equipes participantes da Série B de 2017. \| | \| ABC América-MG Boa Esporte Brasil de Pelotas Ceará CRB Criciúma Figueirense Goiás Guarani Internacional Juventude Londrina Luverdense Náutico Oeste Paraná Paysandu Santa Cruz Vila NovaLocalização das equipes participantes da Série B de 2017. \| |                    |
| Goiás | \| ABC América-MG Boa Esporte Brasil de Pelotas Ceará CRB Criciúma Figueirense Goiás Guarani Internacional Juventude Londrina Luverdense Náutico Oeste Paraná Paysandu Santa Cruz Vila NovaLocalização das equipes participantes da Série B de 2017. \| | \| ABC América-MG Boa Esporte Brasil de Pelotas Ceará CRB Criciúma Figueirense Goiás Guarani Internacional Juventude Londrina Luverdense Náutico Oeste Paraná Paysandu Santa Cruz Vila NovaLocalização das equipes participantes da Série B de 2017. \| | \| ABC América-MG Boa Esporte Brasil de Pelotas Ceará CRB Criciúma Figueirense Goiás Guarani Internacional Juventude Londrina Luverdense Náutico Oeste Paraná Paysandu Santa Cruz Vila NovaLocalização das equipes participantes da Série B de 2017. \| | \| ABC América-MG Boa Esporte Brasil de Pelotas Ceará CRB Criciúma Figueirense Goiás Guarani Internacional Juventude Londrina Luverdense Náutico Oeste Paraná Paysandu Santa Cruz Vila NovaLocalização das equipes participantes da Série B de 2017. \| | Guarani            |
| Serra Dourada | \| ABC América-MG Boa Esporte Brasil de Pelotas Ceará CRB Criciúma Figueirense Goiás Guarani Internacional Juventude Londrina Luverdense Náutico Oeste Paraná Paysandu Santa Cruz Vila NovaLocalização das equipes participantes da Série B de 2017. \| | \| ABC América-MG Boa Esporte Brasil de Pelotas Ceará CRB Criciúma Figueirense Goiás Guarani Internacional Juventude Londrina Luverdense Náutico Oeste Paraná Paysandu Santa Cruz Vila NovaLocalização das equipes participantes da Série B de 2017. \| | \| ABC América-MG Boa Esporte Brasil de Pelotas Ceará CRB Criciúma Figueirense Goiás Guarani Internacional Juventude Londrina Luverdense Náutico Oeste Paraná Paysandu Santa Cruz Vila NovaLocalização das equipes participantes da Série B de 2017. \| | \| ABC América-MG Boa Esporte Brasil de Pelotas Ceará CRB Criciúma Figueirense Goiás Guarani Internacional Juventude Londrina Luverdense Náutico Oeste Paraná Paysandu Santa Cruz Vila NovaLocalização das equipes participantes da Série B de 2017. \| | Brinco de Ouro     |
| Capacidade: 42 000 | \| ABC América-MG Boa Esporte Brasil de Pelotas Ceará CRB Criciúma Figueirense Goiás Guarani Internacional Juventude Londrina Luverdense Náutico Oeste Paraná Paysandu Santa Cruz Vila NovaLocalização das equipes participantes da Série B de 2017. \| | \| ABC América-MG Boa Esporte Brasil de Pelotas Ceará CRB Criciúma Figueirense Goiás Guarani Internacional Juventude Londrina Luverdense Náutico Oeste Paraná Paysandu Santa Cruz Vila NovaLocalização das equipes participantes da Série B de 2017. \| | \| ABC América-MG Boa Esporte Brasil de Pelotas Ceará CRB Criciúma Figueirense Goiás Guarani Internacional Juventude Londrina Luverdense Náutico Oeste Paraná Paysandu Santa Cruz Vila NovaLocalização das equipes participantes da Série B de 2017. \| | \| ABC América-MG Boa Esporte Brasil de Pelotas Ceará CRB Criciúma Figueirense Goiás Guarani Internacional Juventude Londrina Luverdense Náutico Oeste Paraná Paysandu Santa Cruz Vila NovaLocalização das equipes participantes da Série B de 2017. \| | Capacidade: 29 130 |
| | \| ABC América-MG Boa Esporte Brasil de Pelotas Ceará CRB Criciúma Figueirense Goiás Guarani Internacional Juventude Londrina Luverdense Náutico Oeste Paraná Paysandu Santa Cruz Vila NovaLocalização das equipes participantes da Série B de 2017. \| | \| ABC América-MG Boa Esporte Brasil de Pelotas Ceará CRB Criciúma Figueirense Goiás Guarani Internacional Juventude Londrina Luverdense Náutico Oeste Paraná Paysandu Santa Cruz Vila NovaLocalização das equipes participantes da Série B de 2017. \| | \| ABC América-MG Boa Esporte Brasil de Pelotas Ceará CRB Criciúma Figueirense Goiás Guarani Internacional Juventude Londrina Luverdense Náutico Oeste Paraná Paysandu Santa Cruz Vila NovaLocalização das equipes participantes da Série B de 2017. \| | \| ABC América-MG Boa Esporte Brasil de Pelotas Ceará CRB Criciúma Figueirense Goiás Guarani Internacional Juventude Londrina Luverdense Náutico Oeste Paraná Paysandu Santa Cruz Vila NovaLocalização das equipes participantes da Série B de 2017. \| |                    |
| Internacional | \| ABC América-MG Boa Esporte Brasil de Pelotas Ceará CRB Criciúma Figueirense Goiás Guarani Internacional Juventude Londrina Luverdense Náutico Oeste Paraná Paysandu Santa Cruz Vila NovaLocalização das equipes participantes da Série B de 2017. \| | \| ABC América-MG Boa Esporte Brasil de Pelotas Ceará CRB Criciúma Figueirense Goiás Guarani Internacional Juventude Londrina Luverdense Náutico Oeste Paraná Paysandu Santa Cruz Vila NovaLocalização das equipes participantes da Série B de 2017. \| | \| ABC América-MG Boa Esporte Brasil de Pelotas Ceará CRB Criciúma Figueirense Goiás Guarani Internacional Juventude Londrina Luverdense Náutico Oeste Paraná Paysandu Santa Cruz Vila NovaLocalização das equipes participantes da Série B de 2017. \| | \| ABC América-MG Boa Esporte Brasil de Pelotas Ceará CRB Criciúma Figueirense Goiás Guarani Internacional Juventude Londrina Luverdense Náutico Oeste Paraná Paysandu Santa Cruz Vila NovaLocalização das equipes participantes da Série B de 2017. \| | Juventude          |
| Beira-Rio | \| ABC América-MG Boa Esporte Brasil de Pelotas Ceará CRB Criciúma Figueirense Goiás Guarani Internacional Juventude Londrina Luverdense Náutico Oeste Paraná Paysandu Santa Cruz Vila NovaLocalização das equipes participantes da Série B de 2017. \| | \| ABC América-MG Boa Esporte Brasil de Pelotas Ceará CRB Criciúma Figueirense Goiás Guarani Internacional Juventude Londrina Luverdense Náutico Oeste Paraná Paysandu Santa Cruz Vila NovaLocalização das equipes participantes da Série B de 2017. \| | \| ABC América-MG Boa Esporte Brasil de Pelotas Ceará CRB Criciúma Figueirense Goiás Guarani Internacional Juventude Londrina Luverdense Náutico Oeste Paraná Paysandu Santa Cruz Vila NovaLocalização das equipes participantes da Série B de 2017. \| | \| ABC América-MG Boa Esporte Brasil de Pelotas Ceará CRB Criciúma Figueirense Goiás Guarani Internacional Juventude Londrina Luverdense Náutico Oeste Paraná Paysandu Santa Cruz Vila NovaLocalização das equipes participantes da Série B de 2017. \| | Alfredo Jaconi     |
| Capacidade: 50 038 | \| ABC América-MG Boa Esporte Brasil de Pelotas Ceará CRB Criciúma Figueirense Goiás Guarani Internacional Juventude Londrina Luverdense Náutico Oeste Paraná Paysandu Santa Cruz Vila NovaLocalização das equipes participantes da Série B de 2017. \| | \| ABC América-MG Boa Esporte Brasil de Pelotas Ceará CRB Criciúma Figueirense Goiás Guarani Internacional Juventude Londrina Luverdense Náutico Oeste Paraná Paysandu Santa Cruz Vila NovaLocalização das equipes participantes da Série B de 2017. \| | \| ABC América-MG Boa Esporte Brasil de Pelotas Ceará CRB Criciúma Figueirense Goiás Guarani Internacional Juventude Londrina Luverdense Náutico Oeste Paraná Paysandu Santa Cruz Vila NovaLocalização das equipes participantes da Série B de 2017. \| | \| ABC América-MG Boa Esporte Brasil de Pelotas Ceará CRB Criciúma Figueirense Goiás Guarani Internacional Juventude Londrina Luverdense Náutico Oeste Paraná Paysandu Santa Cruz Vila NovaLocalização das equipes participantes da Série B de 2017. \| | Capacidade: 19 924 |
| | \| ABC América-MG Boa Esporte Brasil de Pelotas Ceará CRB Criciúma Figueirense Goiás Guarani Internacional Juventude Londrina Luverdense Náutico Oeste Paraná Paysandu Santa Cruz Vila NovaLocalização das equipes participantes da Série B de 2017. \| | \| ABC América-MG Boa Esporte Brasil de Pelotas Ceará CRB Criciúma Figueirense Goiás Guarani Internacional Juventude Londrina Luverdense Náutico Oeste Paraná Paysandu Santa Cruz Vila NovaLocalização das equipes participantes da Série B de 2017. \| | \| ABC América-MG Boa Esporte Brasil de Pelotas Ceará CRB Criciúma Figueirense Goiás Guarani Internacional Juventude Londrina Luverdense Náutico Oeste Paraná Paysandu Santa Cruz Vila NovaLocalização das equipes participantes da Série B de 2017. \| | \| ABC América-MG Boa Esporte Brasil de Pelotas Ceará CRB Criciúma Figueirense Goiás Guarani Internacional Juventude Londrina Luverdense Náutico Oeste Paraná Paysandu Santa Cruz Vila NovaLocalização das equipes participantes da Série B de 2017. \| |                    |
| Londrina | \| ABC América-MG Boa Esporte Brasil de Pelotas Ceará CRB Criciúma Figueirense Goiás Guarani Internacional Juventude Londrina Luverdense Náutico Oeste Paraná Paysandu Santa Cruz Vila NovaLocalização das equipes participantes da Série B de 2017. \| | \| ABC América-MG Boa Esporte Brasil de Pelotas Ceará CRB Criciúma Figueirense Goiás Guarani Internacional Juventude Londrina Luverdense Náutico Oeste Paraná Paysandu Santa Cruz Vila NovaLocalização das equipes participantes da Série B de 2017. \| | \| ABC América-MG Boa Esporte Brasil de Pelotas Ceará CRB Criciúma Figueirense Goiás Guarani Internacional Juventude Londrina Luverdense Náutico Oeste Paraná Paysandu Santa Cruz Vila NovaLocalização das equipes participantes da Série B de 2017. \| | \| ABC América-MG Boa Esporte Brasil de Pelotas Ceará CRB Criciúma Figueirense Goiás Guarani Internacional Juventude Londrina Luverdense Náutico Oeste Paraná Paysandu Santa Cruz Vila NovaLocalização das equipes participantes da Série B de 2017. \| | Luverdense         |
| Estádio do Café | \| ABC América-MG Boa Esporte Brasil de Pelotas Ceará CRB Criciúma Figueirense Goiás Guarani Internacional Juventude Londrina Luverdense Náutico Oeste Paraná Paysandu Santa Cruz Vila NovaLocalização das equipes participantes da Série B de 2017. \| | \| ABC América-MG Boa Esporte Brasil de Pelotas Ceará CRB Criciúma Figueirense Goiás Guarani Internacional Juventude Londrina Luverdense Náutico Oeste Paraná Paysandu Santa Cruz Vila NovaLocalização das equipes participantes da Série B de 2017. \| | \| ABC América-MG Boa Esporte Brasil de Pelotas Ceará CRB Criciúma Figueirense Goiás Guarani Internacional Juventude Londrina Luverdense Náutico Oeste Paraná Paysandu Santa Cruz Vila NovaLocalização das equipes participantes da Série B de 2017. \| | \| ABC América-MG Boa Esporte Brasil de Pelotas Ceará CRB Criciúma Figueirense Goiás Guarani Internacional Juventude Londrina Luverdense Náutico Oeste Paraná Paysandu Santa Cruz Vila NovaLocalização das equipes participantes da Série B de 2017. \| | Passo das Emas     |
| Capacidade: 31 000 | \| ABC América-MG Boa Esporte Brasil de Pelotas Ceará CRB Criciúma Figueirense Goiás Guarani Internacional Juventude Londrina Luverdense Náutico Oeste Paraná Paysandu Santa Cruz Vila NovaLocalização das equipes participantes da Série B de 2017. \| | \| ABC América-MG Boa Esporte Brasil de Pelotas Ceará CRB Criciúma Figueirense Goiás Guarani Internacional Juventude Londrina Luverdense Náutico Oeste Paraná Paysandu Santa Cruz Vila NovaLocalização das equipes participantes da Série B de 2017. \| | \| ABC América-MG Boa Esporte Brasil de Pelotas Ceará CRB Criciúma Figueirense Goiás Guarani Internacional Juventude Londrina Luverdense Náutico Oeste Paraná Paysandu Santa Cruz Vila NovaLocalização das equipes participantes da Série B de 2017. \| | \| ABC América-MG Boa Esporte Brasil de Pelotas Ceará CRB Criciúma Figueirense Goiás Guarani Internacional Juventude Londrina Luverdense Náutico Oeste Paraná Paysandu Santa Cruz Vila NovaLocalização das equipes participantes da Série B de 2017. \| | Capacidade: 10 000 |
| | \| ABC América-MG Boa Esporte Brasil de Pelotas Ceará CRB Criciúma Figueirense Goiás Guarani Internacional Juventude Londrina Luverdense Náutico Oeste Paraná Paysandu Santa Cruz Vila NovaLocalização das equipes participantes da Série B de 2017. \| | \| ABC América-MG Boa Esporte Brasil de Pelotas Ceará CRB Criciúma Figueirense Goiás Guarani Internacional Juventude Londrina Luverdense Náutico Oeste Paraná Paysandu Santa Cruz Vila NovaLocalização das equipes participantes da Série B de 2017. \| | \| ABC América-MG Boa Esporte Brasil de Pelotas Ceará CRB Criciúma Figueirense Goiás Guarani Internacional Juventude Londrina Luverdense Náutico Oeste Paraná Paysandu Santa Cruz Vila NovaLocalização das equipes participantes da Série B de 2017. \| | \| ABC América-MG Boa Esporte Brasil de Pelotas Ceará CRB Criciúma Figueirense Goiás Guarani Internacional Juventude Londrina Luverdense Náutico Oeste Paraná Paysandu Santa Cruz Vila NovaLocalização das equipes participantes da Série B de 2017. \| |                    |
| Náutico | Oeste | Paraná | Paysandu | Santa Cruz | Vila Nova          |
| Arena Pernambuco | Arena Barueri | Vila Capanema | Curuzu | Arruda | Serra Dourada      |
| Capacidade: 44 300 | Capacidade: 31 452 | Capacidade: 20 083 | Capacidade: 16 200 | Capacidade: 60 044 | Capacidade: 42 000 |
| | | | | |                    |
| ABC América-MG Boa Esporte Brasil de Pelotas Ceará CRB Criciúma Figueirense Goiás Guarani Internacional Juventude Londrina Luverdense Náutico Oeste Paraná Paysandu Santa Cruz Vila NovaLocalização das equipes participantes da Série B de 2017. | | | | |                    |

### Outros estádios
Além dos estádios de mando usual, outros estádios serão utilizados devido a punições de perda de mando de campo impostas pelo Superior Tribunal de Justiça Desportiva ou por conta de problemas de interdição dos estádios usuais ou simplesmente por opção dos clubes em mandar seus jogos em outros locais, geralmente buscando uma melhor renda.

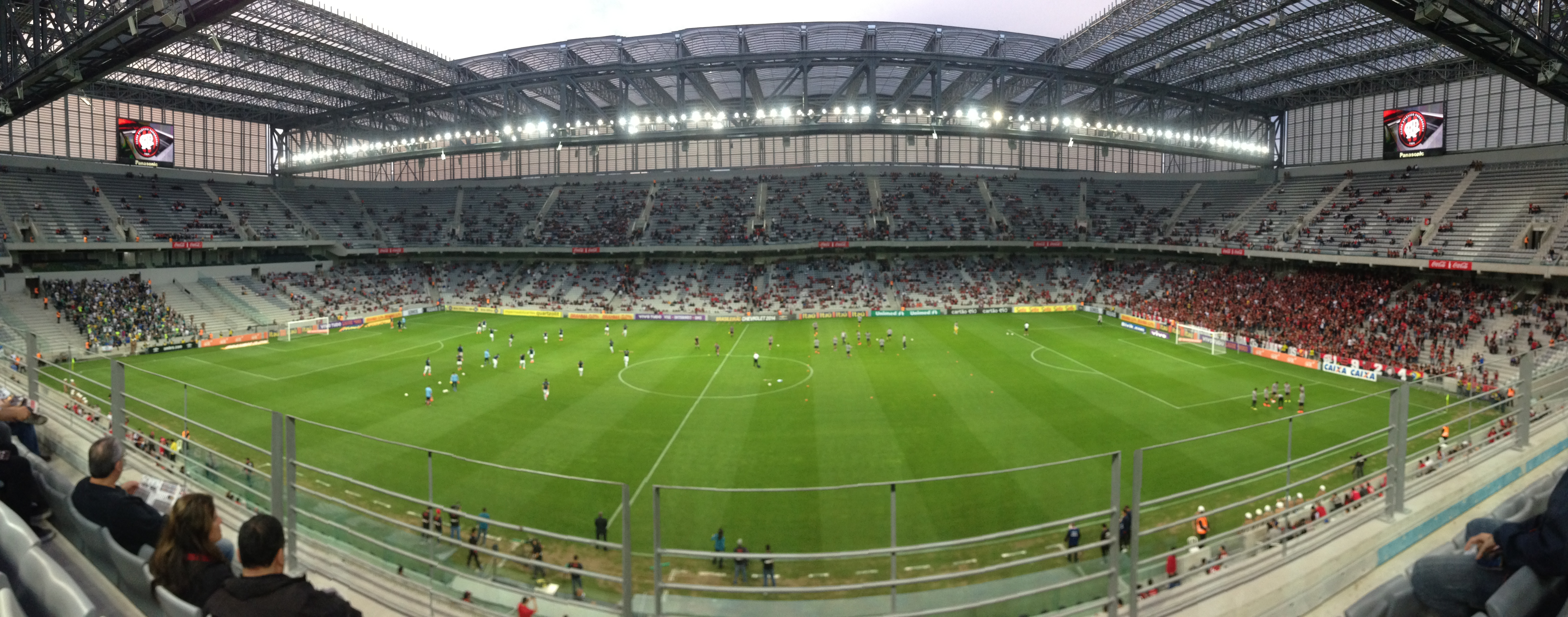
Arena da Baixada (Curitiba)
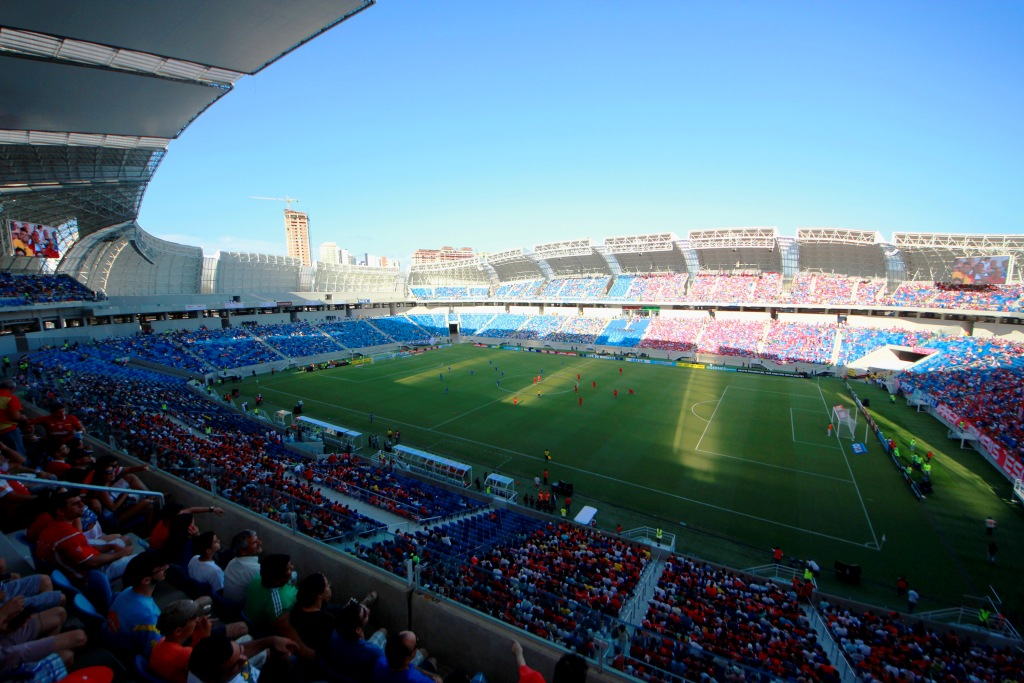
Arena das Dunas (Natal)
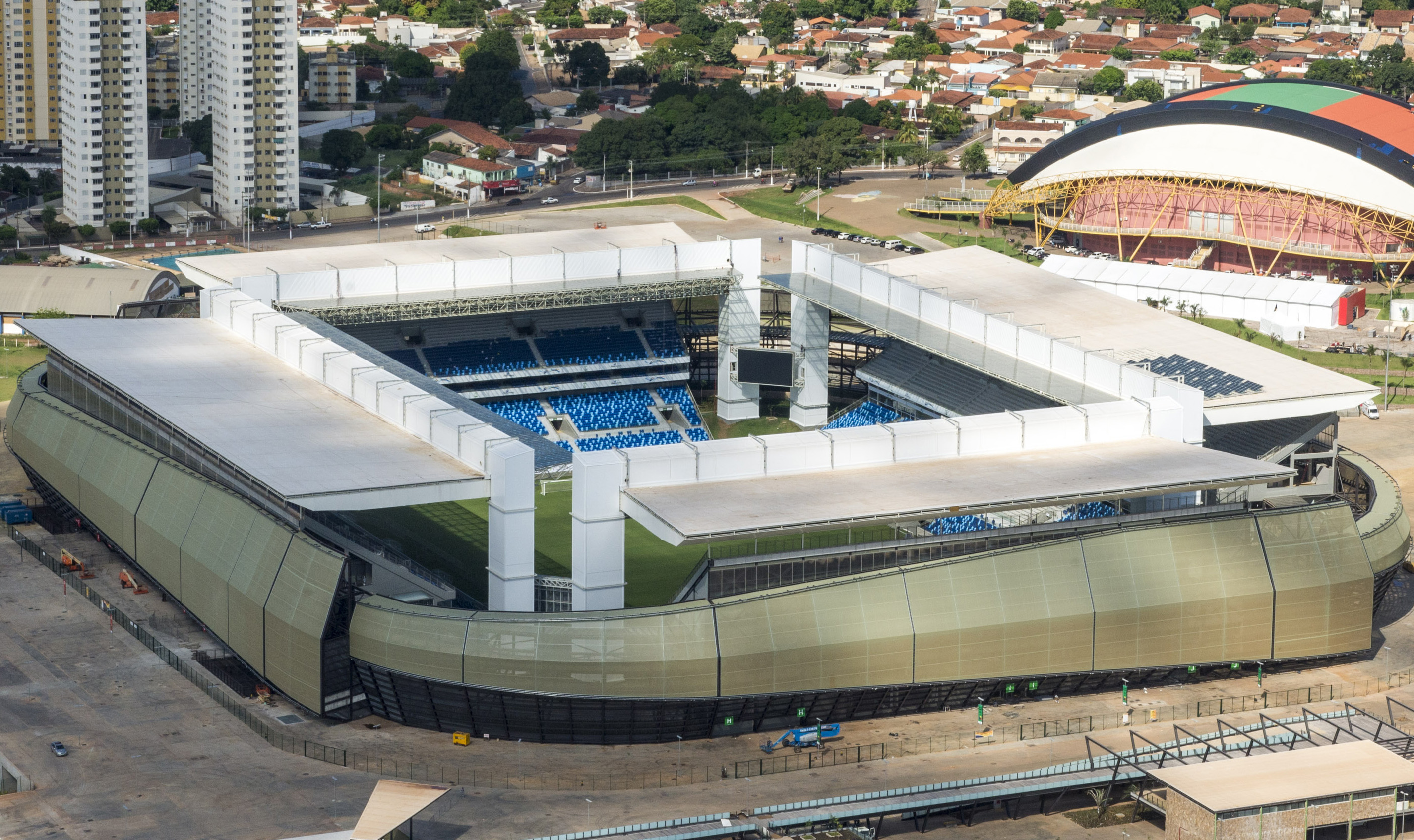
Arena Pantanal (Cuiabá)
Couto Pereira (Curitiba)
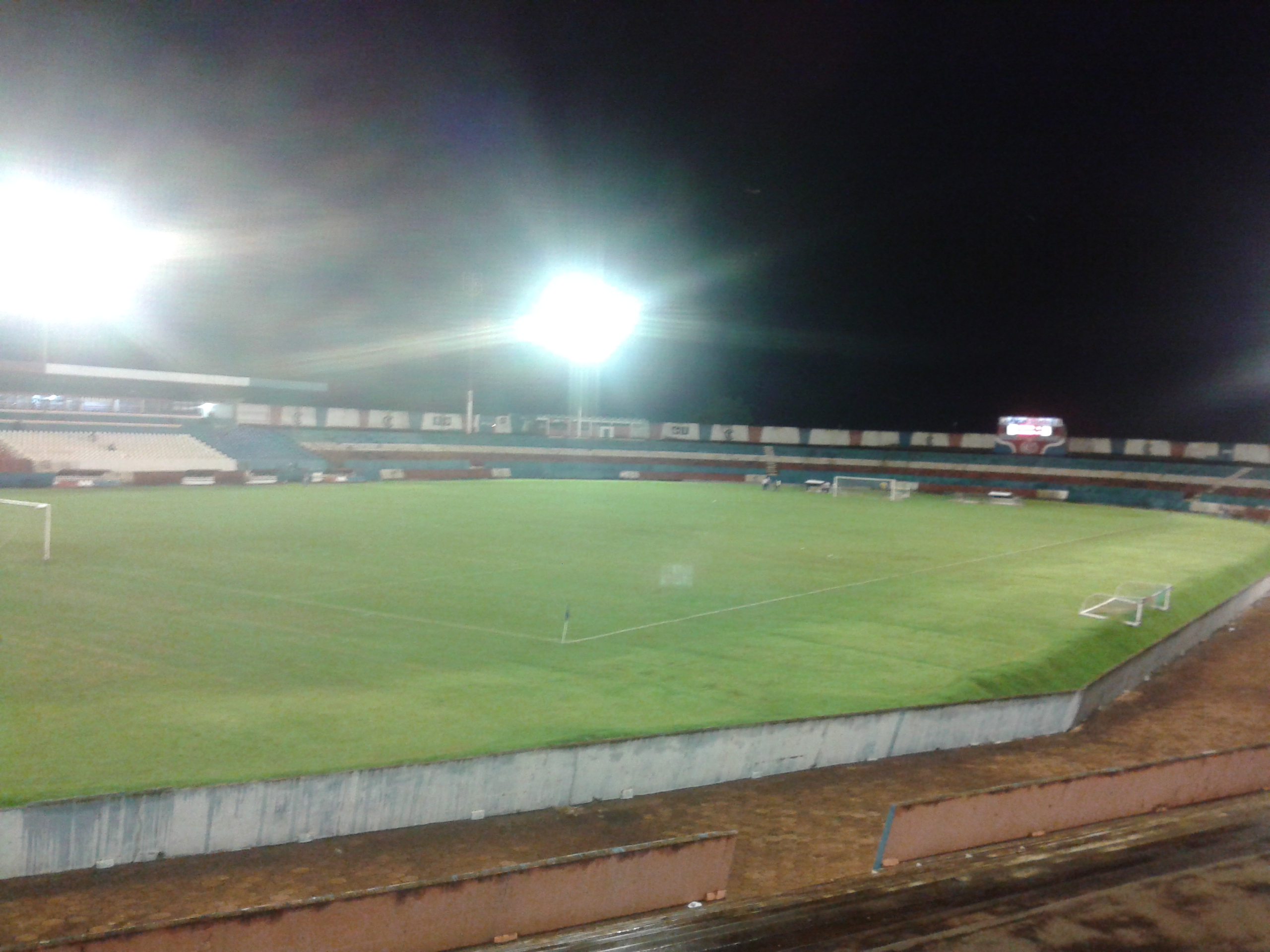
JK (Itumbiara)
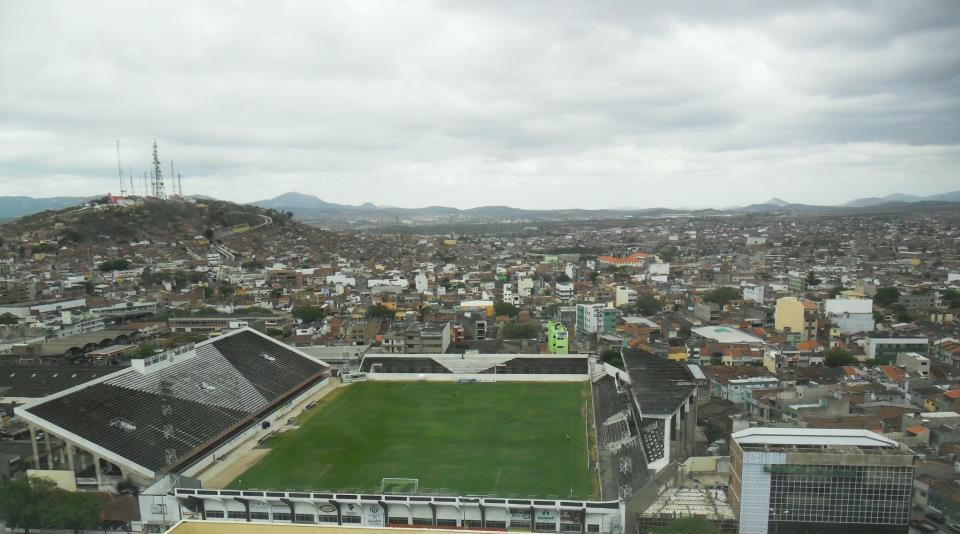
Estádio Luiz José de Lacerda (Caruaru)
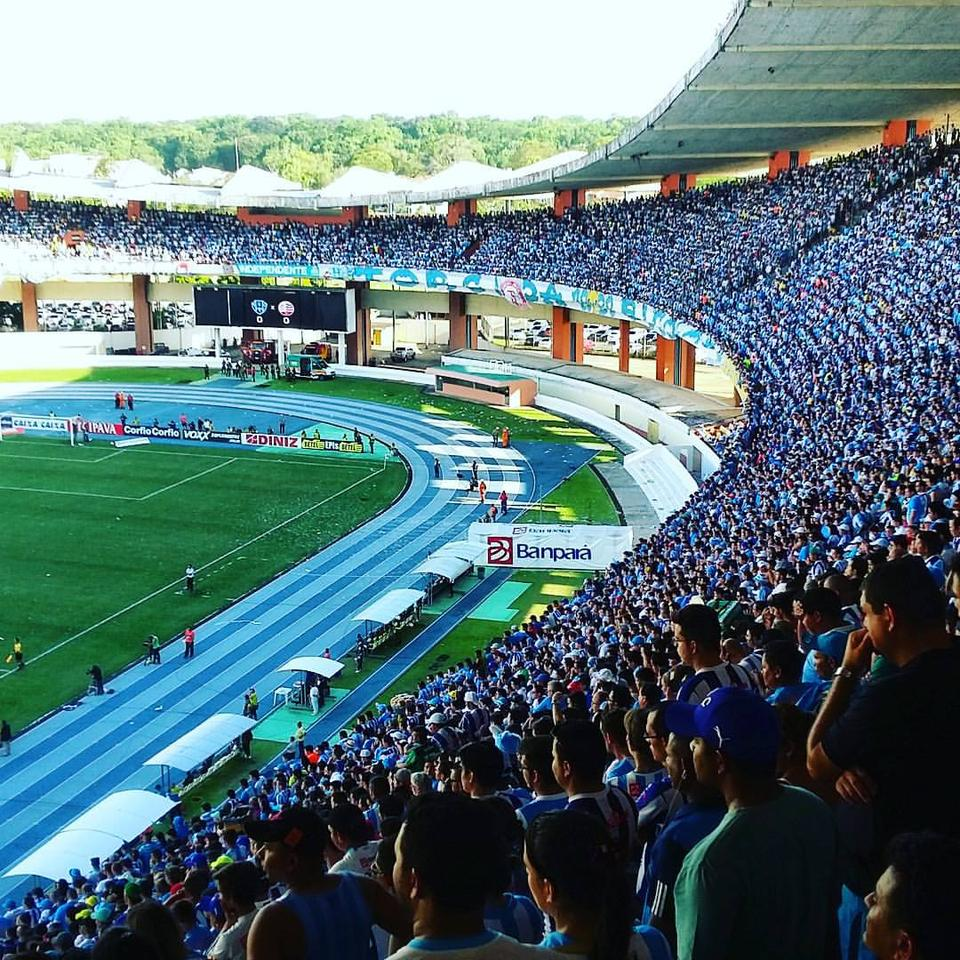
Mangueirão (Belém)
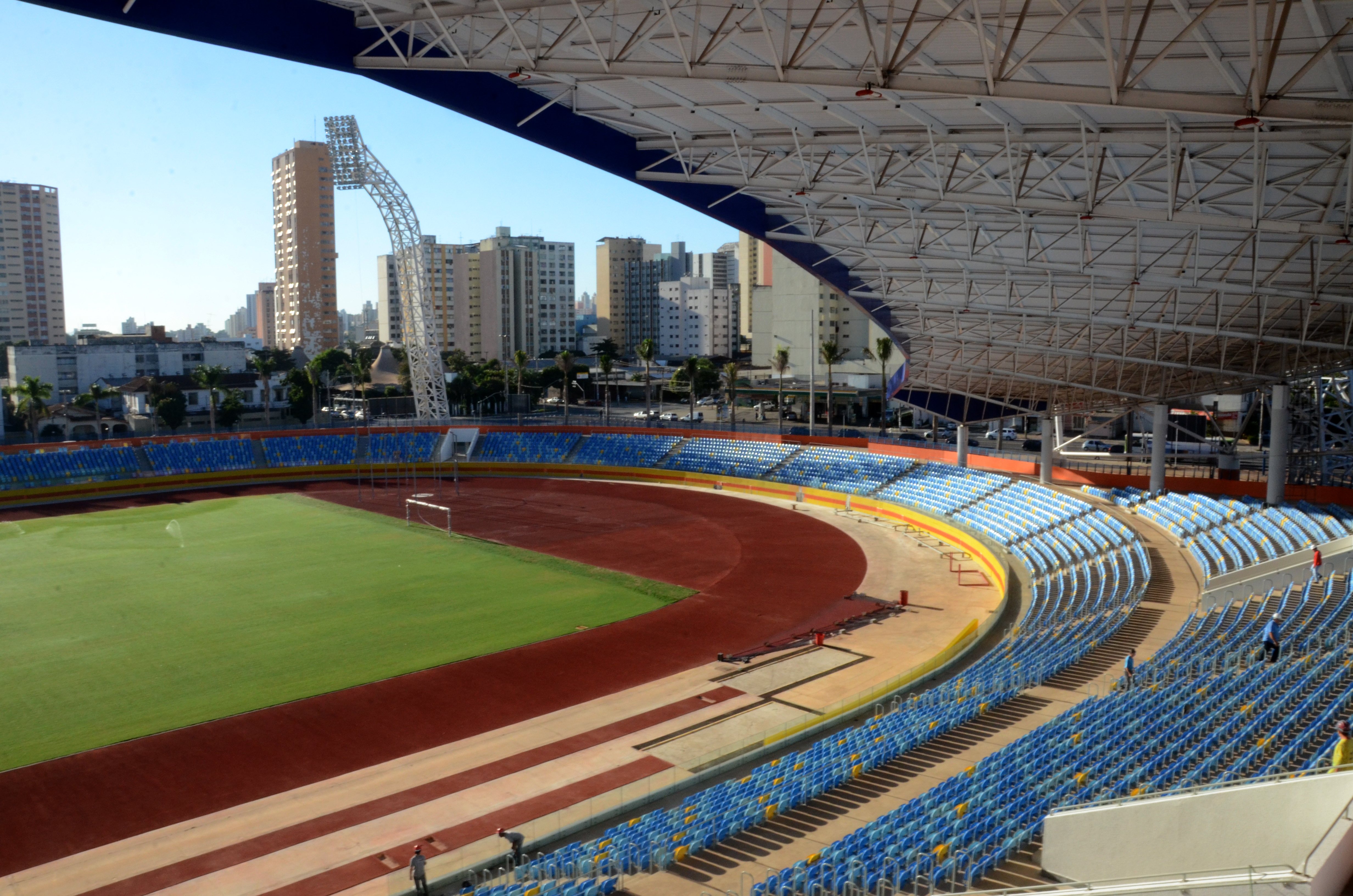
Olímpico (Goiânia)
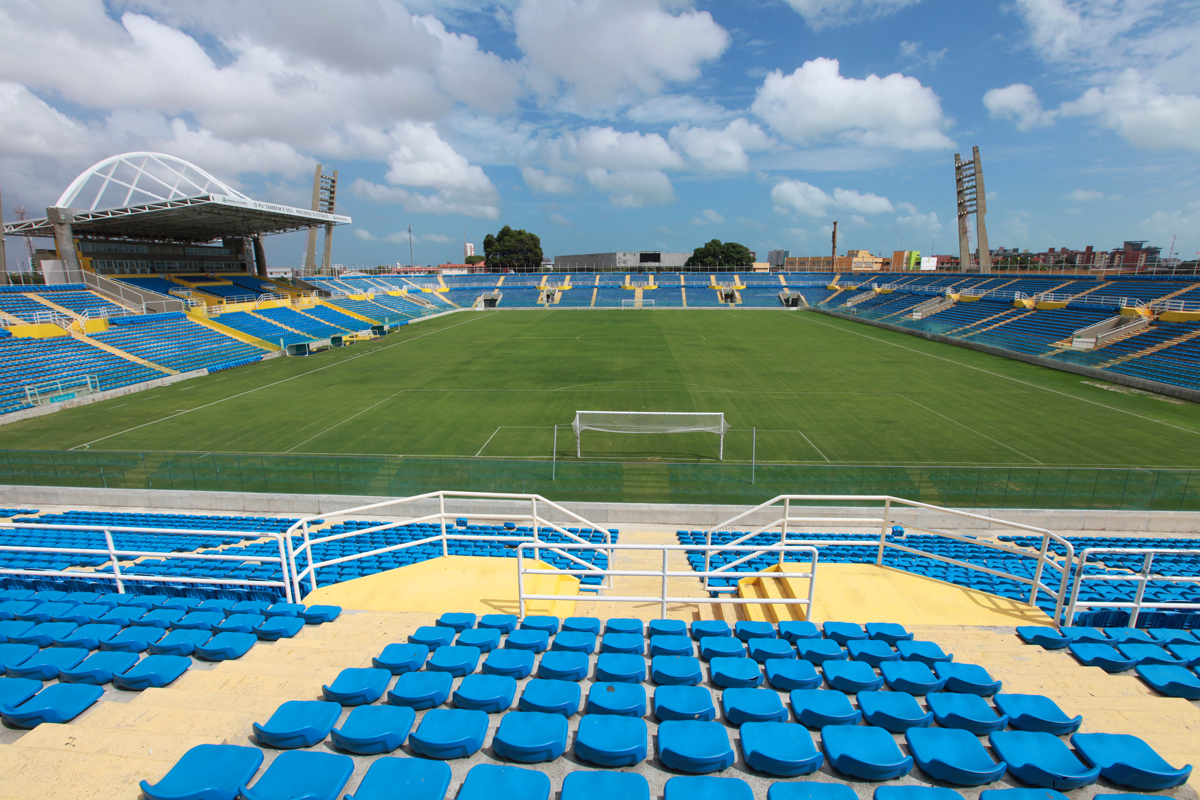
Presidente Vargas (Fortaleza)

## Classificação
|  | v d e |

| Pos | Equipes           | Pts | J  | V  | E  | D  | GP | GC | SG  | %  | M       | Classificação ou rebaixamento |
| --- | ----------------- | --- | -- | -- | -- | -- | -- | -- | --- | -- | ------- | ----------------------------- |
| 1   | América Mineiro   | 73  | 38 | 20 | 13 | 5  | 46 | 25 | +21 | 64 | Estável | Promovidos à Série A de 2018  |
| 2   | Internacional     | 71  | 38 | 20 | 11 | 7  | 54 | 26 | +28 | 62 | Estável | Promovidos à Série A de 2018  |
| 3   | Ceará             | 67  | 38 | 19 | 10 | 9  | 46 | 32 | +14 | 59 | Estável | Promovidos à Série A de 2018  |
| 4   | Paraná            | 64  | 38 | 18 | 10 | 10 | 49 | 28 | +21 | 56 | Estável | Promovidos à Série A de 2018  |
| 5   | Londrina          | 62  | 38 | 18 | 8  | 12 | 56 | 46 | +10 | 54 | Estável |                               |
| 6   | Oeste             | 59  | 38 | 14 | 17 | 7  | 43 | 31 | +12 | 52 | 1       |                               |
| 7   | Vila Nova         | 58  | 38 | 15 | 13 | 10 | 38 | 30 | +8  | 51 | 1       |                               |
| 8   | Brasil de Pelotas | 51  | 38 | 15 | 6  | 17 | 43 | 50 | –7  | 45 | 2       |                               |
| 9   | Juventude         | 51  | 38 | 13 | 12 | 13 | 35 | 38 | –3  | 45 | 1       |                               |
| 10  | Boa Esporte       | 50  | 38 | 12 | 14 | 12 | 40 | 42 | –2  | 44 | 1       |                               |
| 11  | Paysandu          | 48  | 38 | 13 | 9  | 16 | 41 | 41 | 0   | 42 | Estável |                               |
| 12  | Figueirense       | 48  | 38 | 12 | 12 | 14 | 44 | 49 | –5  | 42 | 2       |                               |
| 13  | Criciúma          | 48  | 38 | 12 | 12 | 14 | 41 | 46 | –5  | 42 | 1       |                               |
| 14  | Goiás             | 45  | 38 | 12 | 9  | 17 | 35 | 46 | –11 | 39 | 1       |                               |
| 15  | CRB               | 45  | 38 | 12 | 9  | 17 | 35 | 50 | –15 | 39 | 2       |                               |
| 16  | Guarani           | 44  | 38 | 11 | 11 | 16 | 36 | 46 | –10 | 39 | Estável |                               |
| 17  | Luverdense        | 44  | 38 | 10 | 14 | 14 | 38 | 40 | –2  | 39 | Estável | Rebaixados à Série C de 2018  |
| 18  | Santa Cruz        | 37  | 38 | 8  | 13 | 17 | 43 | 54 | –11 | 32 | 1       | Rebaixados à Série C de 2018  |
| 19  | ABC               | 34  | 38 | 9  | 7  | 22 | 28 | 49 | –21 | 30 | 1       | Rebaixados à Série C de 2018  |
| 20  | Náutico           | 32  | 38 | 8  | 8  | 22 | 29 | 51 | –22 | 28 | Estável | Rebaixados à Série C de 2018  |

## Confrontos
|                   | ABC | AMM | BOA | BPE | CEA | CRB | CRI | FIG | GOI | GUA | INT | JUV | LON | LUV | NAU | OES | PAR | PAY | STC | VIL |
| ----------------- | --- | --- | --- | --- | --- | --- | --- | --- | --- | --- | --- | --- | --- | --- | --- | --- | --- | --- | --- | --- |
| ABC               | —   | 0–1 | 1–0 | 1–0 | 0–1 | 1–3 | 3–1 | 2–2 | 0–1 | 0–1 | 0–3 | 1–1 | 3–0 | 0–1 | 0–1 | 2–0 | 0–0 | 2–1 | 0–0 | 1–0 |
| América-MG        | 2–0 | —   | 2–0 | 3–0 | 1–0 | 1–0 | 0–0 | 4–2 | 1–1 | 0–0 | 1–1 | 1–0 | 3–2 | 2–1 | 1–0 | 1–2 | 1–1 | 0–2 | 1–0 | 1–0 |
| Boa Esporte       | 2–1 | 2–2 | —   | 2–1 | 4–1 | 0–0 | 2–0 | 1–1 | 2–0 | 2–2 | 0–0 | 0–2 | 0–1 | 1–0 | 2–1 | 1–1 | 2–1 | 1–2 | 4–2 | 0–1 |
| Brasil de Pelotas | 3–0 | 0–0 | 0–0 | —   | 2–3 | 2–0 | 3–2 | 1–2 | 2–1 | 1–0 | 0–1 | 1–0 | 1–1 | 0–1 | 2–0 | 3–1 | 2–0 | 2–1 | 1–1 | 3–0 |
| Ceará             | 1–0 | 1–1 | 0–0 | 2–1 | —   | 1–0 | 3–1 | 2–2 | 0–1 | 2–2 | 0–2 | 2–0 | 1–0 | 1–1 | 1–0 | 3–0 | 1–0 | 2–0 | 1–3 | 2–0 |
| CRB               | 1–0 | 2–1 | 1–1 | 0–1 | 1–0 | —   | 1–2 | 2–1 | 2–1 | 1–1 | 2–0 | 2–0 | 0–3 | 2–2 | 2–2 | 0–1 | 0–1 | 2–1 | 1–0 | 1–2 |
| Criciúma          | 2–1 | 1–3 | 2–0 | 1–2 | 1–1 | 1–0 | —   | 1–1 | 1–0 | 3–2 | 2–3 | 1–2 | 2–1 | 2–1 | 0–0 | 1–1 | 2–1 | 1–1 | 1–2 | 0–1 |
| Figueirense       | 2–0 | 1–2 | 0–2 | 2–0 | 0–2 | 3–1 | 2–2 | —   | 1–1 | 2–1 | 1–2 | 2–2 | 3–1 | 2–3 | 3–0 | 0–0 | 1–0 | 1–0 | 2–1 | 0–1 |
| Goiás             | 1–2 | 1–1 | 4–1 | 1–1 | 0–0 | 3–0 | 1–1 | 0–1 | —   | 1–1 | 0–2 | 1–0 | 0–1 | 3–1 | 2–0 | 0–2 | 0–1 | 2–1 | 2–1 | 0–2 |
| Guarani           | 1–1 | 0–1 | 2–1 | 2–0 | 2–2 | 2–1 | 0–0 | 2–0 | 1–0 | —   | 0–2 | 2–0 | 2–3 | 0–0 | 2–1 | 0–0 | 0–4 | 2–0 | 2–0 | 0–0 |
| Internacional     | 1–1 | 2–1 | 0–1 | 1–0 | 0–1 | 0–0 | 1–1 | 3–0 | 3–0 | 2–0 | —   | 1–1 | 3–1 | 1–0 | 4–2 | 2–0 | 0–0 | 3–2 | 2–0 | 1–1 |
| Juventude         | 3–0 | 0–1 | 0–0 | 1–2 | 1–0 | 1–1 | 1–0 | 0–0 | 3–0 | 2–0 | 2–1 | —   | 0–2 | 2–1 | 0–0 | 0–0 | 2–1 | 1–0 | 2–1 | 1–0 |
| Londrina          | 3–1 | 0–0 | 2–2 | 4–1 | 3–2 | 4–1 | 0–1 | 1–0 | 2–0 | 1–0 | 0–3 | 2–2 | —   | 3–1 | 0–0 | 1–1 | 1–1 | 2–0 | 1–1 | 0–1 |
| Luverdense        | 1–0 | 0–3 | 0–1 | 4–0 | 0–1 | 1–1 | 0–0 | 3–0 | 1–2 | 1–0 | 2–2 | 1–0 | 1–0 | —   | 3–0 | 0–0 | 1–1 | 1–1 | 2–2 | 1–1 |
| Náutico           | 1–2 | 0–0 | 2–0 | 1–0 | 0–2 | 0–1 | 1–2 | 2–0 | 2–3 | 2–0 | 0–1 | 1–1 | 1–2 | 1–0 | —   | 1–1 | 1–2 | 1–3 | 0–0 | 1–2 |
| Oeste             | 1–1 | 0–0 | 4–1 | 1–0 | 0–1 | 2–0 | 1–0 | 1–1 | 1–1 | 3–0 | 0–0 | 3–0 | 4–1 | 0–0 | 1–0 | —   | 2–0 | 1–3 | 2–0 | 2–2 |
| Paraná            | 1–0 | 1–1 | 1–1 | 4–1 | 1–0 | 4–1 | 2–1 | 1–0 | 2–0 | 0–1 | 1–0 | 2–0 | 2–1 | 2–0 | 3–0 | 1–2 | —   | 0–0 | 4–0 | 1–0 |
| Paysandu          | 2–0 | 0–1 | 0–0 | 2–3 | 1–2 | 0–0 | 1–0 | 0–1 | 0–1 | 2–1 | 1–0 | 0–0 | 1–2 | 1–1 | 1–0 | 2–0 | 0–0 | —   | 4–2 | 1–1 |
| Santa Cruz        | 2–1 | 0–1 | 1–1 | 3–0 | 0–0 | 1–2 | 1–2 | 1–1 | 3–0 | 2–1 | 0–0 | 5–2 | 1–3 | 0–0 | 2–3 | 2–2 | 0–0 | 1–2 | —   | 1–0 |
| Vila Nova         | 2–0 | 2–0 | 1–0 | 1–1 | 1–1 | 3–0 | 0–0 | 1–1 | 0–0 | 3–1 | 2–1 | 0–0 | 0–1 | 2–1 | 0–1 | 0–0 | 3–2 | 1–2 | 1–1 | —   |

| Vitória do mandante Vitória do visitante Empate | Em negrito os jogos "clássicos". |

## Desempenho por rodada
Clubes que lideraram o campeonato ao final de cada rodada:
| Rodadas | Rodadas | Rodadas | Rodadas | Rodadas | Rodadas | Rodadas | Rodadas | Rodadas | Rodadas | Rodadas | Rodadas | Rodadas | Rodadas | Rodadas | Rodadas | Rodadas | Rodadas | Rodadas | Rodadas | Rodadas | Rodadas | Rodadas | Rodadas | Rodadas | Rodadas | Rodadas | Rodadas | Rodadas | Rodadas | Rodadas | Rodadas | Rodadas | Rodadas | Rodadas | Rodadas | Rodadas | Rodadas |
| ------- | ------- | ------- | ------- | ------- | ------- | ------- | ------- | ------- | ------- | ------- | ------- | ------- | ------- | ------- | ------- | ------- | ------- | ------- | ------- | ------- | ------- | ------- | ------- | ------- | ------- | ------- | ------- | ------- | ------- | ------- | ------- | ------- | ------- | ------- | ------- | ------- | ------- |
| 1       | 2       | 3       | 4       | 5       | 6       | 7       | 8       | 9       | 10      | 11      | 12      | 13      | 14      | 15      | 16      | 17      | 18      | 19      | 20      | 21      | 22      | 23      | 24      | 25      | 26      | 27      | 28      | 29      | 30      | 31      | 32      | 33      | 34      | 35      | 36      | 37      | 38      |
| INT     | FIG     | PAY     | PAY     | JUV     | JUV     | JUV     | JUV     | JUV     | GUA     | GUA     | JUV     | JUV     | GUA     | GUA     | AMM     | AMM     | AMM     | AMM     | AMM     | AMM     | INT     | AMM     | INT     | INT     | INT     | INT     | INT     | INT     | INT     | INT     | INT     | INT     | INT     | AMM     | AMM     | AMM     | AMM     |

Clubes que ficaram na última posição do campeonato ao final de cada rodada:
| Rodadas | Rodadas | Rodadas | Rodadas | Rodadas | Rodadas | Rodadas | Rodadas | Rodadas | Rodadas | Rodadas | Rodadas | Rodadas | Rodadas | Rodadas | Rodadas | Rodadas | Rodadas | Rodadas | Rodadas | Rodadas | Rodadas | Rodadas | Rodadas | Rodadas | Rodadas | Rodadas | Rodadas | Rodadas | Rodadas | Rodadas | Rodadas | Rodadas | Rodadas | Rodadas | Rodadas | Rodadas | Rodadas |
| ------- | ------- | ------- | ------- | ------- | ------- | ------- | ------- | ------- | ------- | ------- | ------- | ------- | ------- | ------- | ------- | ------- | ------- | ------- | ------- | ------- | ------- | ------- | ------- | ------- | ------- | ------- | ------- | ------- | ------- | ------- | ------- | ------- | ------- | ------- | ------- | ------- | ------- |
| 1       | 2       | 3       | 4       | 5       | 6       | 7       | 8       | 9       | 10      | 11      | 12      | 13      | 14      | 15      | 16      | 17      | 18      | 19      | 20      | 21      | 22      | 23      | 24      | 25      | 26      | 27      | 28      | 29      | 30      | 31      | 32      | 33      | 34      | 35      | 36      | 37      | 38      |
| LON     | CRI     | CRI     | NAU     | CRI     | NAU     | NAU     | NAU     | NAU     | NAU     | NAU     | NAU     | NAU     | NAU     | NAU     | NAU     | NAU     | NAU     | NAU     | NAU     | ABC     | ABC     | ABC     | ABC     | ABC     | ABC     | ABC     | ABC     | ABC     | ABC     | ABC     | ABC     | ABC     | ABC     | ABC     | ABC     | NAU     | NAU     |

## Estatísticas
| Gols | Jogador         | Time          |
| ---- | --------------- | ------------- |
| 16   | Bérgson         | Paysandu      |
| 16   | Mazinho         | Oeste         |
| 12   | Henan           | Figueirense   |
| 11   | Alan Mineiro    | Vila Nova     |
| 11   | Jonatas Belusso | Londrina      |
| 11   | Tiago Marques   | Juventude     |
| 10   | Lucão           | Criciúma      |
| 10   | Rodolfo         | Boa Esporte   |
| 10   | Thaciano        | Boa Esporte   |
| 10   | William Pottker | Internacional |

| Total[carece de fontes?] | Jogador             | Time          |
| ------------------------ | ------------------- | ------------- |
| 11                       | Artur               | Londrina      |
| 10                       | Andrés D'Alessandro | Internacional |
| 8                        | Camilo              | Internacional |
| 8                        | Renatinho           | Paraná        |
| 8                        | William Pottker     | Internacional |
| 7                        | Alex Maranhão       | Criciúma      |
| 7                        | Mazinho             | Oeste         |
| 7                        | Sérgio Mota         | Luverdense    |

### Hat-tricks
| Jogador         | Clube       | Adversário | Placar | Data           | Ref.   |
| --------------- | ----------- | ---------- | ------ | -------------- | ------ |
| Jonatas Belusso | Londrina    | CRB        | 3–0    | 17 de junho    | [ 27 ] |
| Mazinho         | Oeste       | Guarani    | 3–0    | 7 de outubro   | [ 28 ] |
| William         | Náutico     | Santa Cruz | 3–2    | 4 de novembro  | [ 29 ] |
| Rodolfo         | Boa Esporte | Santa Cruz | 4–2    | 11 de novembro | [ 30 ] |
| Bérgson         | Paysandu    | Santa Cruz | 4–2    | 18 de novembro | [ 31 ] |

## Maiores públicos
Estes são os dez maiores públicos do Campeonato:
| Nº | Público[PP] | Mandante      | Placar | Visitante     | Estádio          | Data           | Rodada | Ref.   |
| -- | ----------- | ------------- | ------ | ------------- | ---------------- | -------------- | ------ | ------ |
| 1  | 56 005      | Ceará         | 1–0    | ABC           | Arena Castelão   | 25 de novembro | 38ª    | [ 32 ] |
| 2  | 44 172      | Ceará         | 2–0    | Paysandu      | Arena Castelão   | 14 de novembro | 36ª    | [ 33 ] |
| 3  | 40 280      | Ceará         | 1–0    | Londrina      | Arena Castelão   | 2 de junho     | 4ª     | [ 34 ] |
| 4  | 39 414      | Paraná        | 1–0    | Internacional | Arena da Baixada | 3 de outubro   | 28ª    | [ 35 ] |
| 5  | 37 347      | Ceará         | 2–2    | Figueirense   | Arena Castelão   | 20 de outubro  | 31ª    | [ 36 ] |
| 6  | 36 791      | Paraná        | 1–1    | Boa Esporte   | Couto Pereira    | 25 de novembro | 38ª    | [ 37 ] |
| 7  | 35 992      | Ceará         | 1–0    | Paraná        | Arena Castelão   | 17 de outubro  | 30ª    | [ 38 ] |
| 8  | 33 193      | Internacional | 3–2    | Paysandu      | Beira-Rio        | 25 de agosto   | 22ª    | [ 39 ] |
| 9  | 32 977      | Internacional | 0–1    | Ceará         | Beira-Rio        | 28 de outubro  | 32ª    | [ 40 ] |
| 10 | 32 808      | Internacional | 3–0    | Goiás         | Beira-Rio        | 1 de agosto    | 18ª    | [ 41 ] |

- PP. ^ Considera-se apenas o público pagante.

## Menores públicos
Estes são os dez menores públicos do Campeonato:
| Nº | Público[PP] | Mandante    | Placar | Visitante  | Estádio          | Data           | Rodada | Ref.   |
| -- | ----------- | ----------- | ------ | ---------- | ---------------- | -------------- | ------ | ------ |
| 1  | 119         | Náutico     | 1–2    | Vila Nova  | Arruda           | 18 de novembro | 37ª    | [ 42 ] |
| 2  | 212         | Luverdense  | 3–0    | Náutico    | Passo das Emas   | 25 de novembro | 38ª    | [ 43 ] |
| 3  | 251         | Santa Cruz  | 5–2    | Juventude  | Arruda           | 21 de novembro | 38ª    | [ 44 ] |
| 4  | 280         | Náutico     | 1–2    | Londrina   | Arena Pernambuco | 11 de novembro | 35ª    | [ 45 ] |
| 5  | 323         | Boa Esporte | 2–0    | Criciúma   | Melão            | 18 de julho    | 15ª    | [ 46 ] |
| 6  | 325         | Santa Cruz  | 0–0    | Paraná     | Arruda           | 14 de novembro | 36ª    | [ 47 ] |
| 7  | 410         | Boa Esporte | 4–2    | Santa Cruz | Melão            | 11 de novembro | 35ª    | [ 48 ] |
| 8  | 457         | Luverdense  | 1–1    | CRB        | Arena Pantanal   | 20 de maio     | 2ª     | [ 49 ] |
| 9  | 464         | Boa Esporte | 0–0    | CRB        | Melão            | 8 de julho     | 12ª    | [ 50 ] |
| 10 | 473         | Luverdense  | 0–0    | Criciúma   | Arena Pantanal   | 3 de junho     | 4ª     | [ 51 ] |

- PP. ^ Considera-se apenas o público pagante.

## Médias de público
Estas são as médias de público dos clubes no Campeonato. Considera-se apenas os jogos da equipe como mandante e o público pagante:
| Pos. | Time              | Média  | Total   | Mandos[PF] | Maior  | Menor |
| ---- | ----------------- | ------ | ------- | ---------- | ------ | ----- |
| 1    | Internacional     | 23 328 | 443 240 | 19         | 33 193 | 8 882 |
| 2    | Ceará             | 20 555 | 390 551 | 19         | 56 005 | 3 457 |
| 3    | Paraná            | 10 798 | 205 167 | 19         | 39 414 | 2 177 |
| 4    | Vila Nova         | 7 287  | 116 598 | 16         | 20 550 | 893   |
| 5    | Goiás             | 6 203  | 86 839  | 14         | 12 586 | 1 567 |
| 6    | Paysandu          | 6 161  | 117 057 | 19         | 12 582 | 3 010 |
| 7    | CRB               | 5 601  | 106 417 | 19         | 13 151 | 2 284 |
| 8    | Santa Cruz        | 4 126  | 78 394  | 19         | 20 415 | 251   |
| 9    | Juventude         | 4 115  | 78 186  | 19         | 10 799 | 2 162 |
| 10   | Figueirense       | 4 039  | 76 741  | 19         | 7 852  | 1 971 |
| 11   | Guarani           | 3 748  | 63 718  | 17         | 8 673  | 1 502 |
| 12   | Brasil de Pelotas | 3 312  | 62 923  | 19         | 8 006  | 1 793 |
| 13   | América Mineiro   | 3 197  | 60 745  | 19         | 15 115 | 952   |
| 14   | ABC               | 3 126  | 59 388  | 19         | 7 172  | 896   |
| 15   | Londrina          | 2 918  | 55 434  | 19         | 6 568  | 495   |
| 16   | Criciúma          | 2 865  | 54 429  | 19         | 9 087  | 1 279 |
| 17   | Oeste             | 2 800  | 53 207  | 19         | 10 205 | 971   |
| 18   | Náutico           | 2 720  | 48 960  | 19         | 11 579 | 119   |
| 19   | Luverdense        | 1 229  | 23 350  | 19         | 4 543  | 212   |
| 20   | Boa Esporte       | 890    | 16 909  | 19         | 3 602  | 323   |

- PF. ^ Jogos com portões fechados não são considerados.

## Mudança de técnicos
| Clube             | Antecessor          | Motivo                | Data           | Última partida               | Rod | Pos | Sucessor                    | Ref.            |
| ----------------- | ------------------- | --------------------- | -------------- | ---------------------------- | --- | --- | --------------------------- | --------------- |
| Goiás             | Sérgio Soares       | Demitido              | 27 de maio     | Goiás 1–1 Brasil de Pelotas  | 3ª  | 17º | Sílvio Criciúma             | [ 53 ] [ 54 ]   |
| Internacional     | Antônio Carlos Zago | Demitido              | 28 de maio     | Paysandu 1–0 Internacional   | 3ª  | 10º | Guto Ferreira               | [ 55 ] [ 56 ]   |
| Criciúma          | Deivid              | Demitido              | 30 de maio     | Criciúma 1–3 América Mineiro | 3ª  | 20º | Luís Carlos Winck           | [ 57 ] [ 58 ]   |
| Santa Cruz        | Vinícius Eutrópio   | Demitido              | 10 de junho    | Santa Cruz 1–3 Londrina      | 6ª  | 7º  | Givanildo Oliveira[a1]      | [ 59 ] [ 60 ]   |
| CRB               | Léo Condé           | Resignado             | 13 de junho    | CRB 1–2 Vila Nova            | 7ª  | 16º | Dado Cavalcanti[a2]         | [ 61 ] [ 62 ]   |
| Náutico           | Waldemar Lemos      | Demitido              | 14 de junho    | Náutico 1–2 Paraná           | 7ª  | 20º | Beto Campos[a3]             | [ 63 ] [ 64 ]   |
| Boa Esporte       | Julinho Camargo     | Demitido              | 14 de junho    | Goiás 4–1 Boa Esporte        | 7ª  | 19º | Nedo Xavier[a4]             | [ 65 ] [ 66 ]   |
| Figueirense       | Márcio Goiano       | Demitido              | 14 de junho    | Figueirense 2–2 Criciúma     | 7ª  | 14º | Marcelo Cabo                | [ 67 ] [ 68 ]   |
| Ceará             | Givanildo Oliveira  | Demitido              | 16 de junho    | Ceará 1–1 Luverdense         | 8ª  | 8º  | Marcelo Chamusca[a5]        | [ 69 ] [ 70 ]   |
| Paysandu          | Marcelo Chamusca    | Contratado pelo Ceará | 18 de junho    | Paysandu 0–0 Juventude       | 8ª  | 10º | Marquinhos Santos[a6]       | [ 70 ] [ 71 ]   |
| Paraná            | Cristian de Souza   | Demitido              | 14 de julho    | Oeste 2–0 Paraná             | 14ª | 14º | Lisca[a7]                   | [ 72 ] [ 73 ]   |
| Goiás             | Sílvio Criciúma     | Remanejado            | 19 de julho    | Goiás 0–1 Londrina           | 15ª | 15º | Argel Fucks                 | [ 74 ]          |
| ABC               | Geninho             | Resignado             | 19 de julho    | ABC 0–1 América Mineiro      | 15ª | 19º | Márcio Fernandes            | [ 75 ] [ 76 ]   |
| Brasil de Pelotas | Rogério Zimmermann  | Demitido              | 20 de julho    | Paraná 4–1 Brasil de Pelotas | 15ª | 16º | Clemer                      | [ 77 ] [ 78 ]   |
| Figueirense       | Marcelo Cabo        | Demitido              | 29 de julho    | Figueirense 0–1 Vila Nova    | 17ª | 18º | Milton Cruz[a8]             | [ 79 ] [ 80 ]   |
| Náutico           | Beto Campos         | Demitido              | 31 de julho    | Náutico 1–2 Criciúma         | 17ª | 20º | Roberto Fernandes[a3]       | [ 81 ] [ 82 ]   |
| ABC               | Márcio Fernandes    | Demitido              | 21 de agosto   | ABC 0–3 Internacional        | 21ª | 20º | Itamar Schülle[a9]          | [ 83 ] [ 84 ]   |
| Goiás             | Argel Fucks         | Demitido              | 25 de agosto   | Brasil de Pelotas 2–1 Goiás  | 22ª | 15º | Sílvio Criciúma             | [ 85 ] [ 86 ]   |
| Santa Cruz        | Givanildo Oliveira  | Demitido              | 26 de agosto   | Santa Cruz 1–2 CRB           | 22ª | 18º | Marcelo Martelotte          | [ 87 ] [ 88 ]   |
| Guarani           | Vadão               | Demitido              | 29 de agosto   | Figueirense 2–1 Guarani      | 22ª | 8º  | Marcelo Cabo                | [ 89 ]          |
| Paraná            | Lisca               | Demitido              | 2 de setembro  | Flamengo 1–1 Paraná[PL]      | 22ª | 5º  | Matheus Costa[a7]           | [ 90 ] [ 91 ]   |
| Goiás             | Sílvio Criciúma     | Remanejado            | 16 de setembro | Santa Cruz 3–0 Goiás         | 24ª | 17º | Hélio dos Anjos             | [ 92 ]          |
| CRB               | Dado Cavalcanti     | Demitido              | 17 de setembro | Brasil de Pelotas 2–0 CRB    | 24ª | 13º | Mazola Júnior               | [ 93 ] [ 94 ]   |
| Criciúma          | Luís Carlos Winck   | Demitido              | 18 de setembro | Criciúma 1–2 Juventude       | 24ª | 8º  | Beto Campos                 | [ 95 ] [ 96 ]   |
| Guarani           | Marcelo Cabo        | Demitido              | 7 de outubro   | Oeste 3–0 Guarani            | 28ª | 15º | Lisca                       | [ 97 ] [ 98 ]   |
| ABC               | Itamar Schülle      | Resignado             | 18 de outubro  | Guarani 1–1 ABC              | 30ª | 20º | Ranielle Ribeiro (interino) | [ 99 ]          |
| Juventude         | Gilmar Dal Pozzo    | Demitido              | 21 de outubro  | Guarani 2–0 Juventude        | 31ª | 8º  | Antônio Carlos Zago[a10]    | [ 100 ] [ 101 ] |
| Boa Esporte       | Nedo Xavier         | Remanejado            | 9 de novembro  | Criciúma 2–0 Boa Esporte     | 34ª | 17º | Sidney Moraes               | [ 102 ]         |
| Internacional     | Guto Ferreira       | Demitido              | 11 de novembro | Internacional 1–1 Vila Nova  | 35ª | 2º  | Odair Hellmann (interino)   | [ 103 ]         |
| Criciúma          | Beto Campos         | Resignado             | 14 de novembro | Criciúma 0–0 Náutico         | 36ª | 10º | Grizzo (interino)           | [ 104 ]         |
| Santa Cruz        | Marcelo Martelotte  | Demitido              | 15 de novembro | Santa Cruz 0–0 Paraná        | 36ª | 18º | Adriano Teixeira (interino) | [ 105 ] [ 106 ] |
| Luverdense        | Júnior Rocha        | Demitido              | 21 de novembro | Guarani 0–0 Luverdense       | 37ª | 17º | Odil Soares (interino)      | [ 107 ]         |

- PL. ^  Partida válida pela Primeira Liga.
- A1 ^ Adriano Teixeira comandou o Santa Cruz interinamente da 7ª à 11ª rodada.[108][109]
- A2 ^  Jean Carlos comandou o CRB interinamente na 8ª rodada.[110]
- A3 ^  Levi Gomes comandou o Náutico interinamente na 8ª e na 18ª rodada.[111][112]
- A4 ^  Nedo Xavier comandou o Boa Esporte interinamente da 8ª à 13ª rodada e foi efetivado a partir da 14ª rodada.[66]
- A5 ^  Daniel Azambuja comandou o Ceará interinamente na 9ª rodada.[113]
- A6 ^ Rogerinho comandou o Paysandu interinamente na 9ª e na 10ª rodada.[114][115]
- A7 ^  Matheus Costa comandou o Paraná interinamente na 15ª e da 23ª à 25ª rodada, sendo efetivado a partir da 26ª rodada.[91]
- A8 ^  Márcio Coelho comandou o Figueirense interinamente na 18ª e na 19ª rodada.[116][117]
- A9 ^  Ranielle Ribeiro comandou o ABC interinamente na 22ª rodada.[118]
- A10 ^  Márcio Angonese comandou o Juventude interinamente na 32ª rodada.[119]

## Premiação
| Campeonato Brasileiro 2017 Série B        |
| Minas Gerais                              |
| ----------------------------------------- |
| América Futebol Clube Campeão (2º título) |